# Els Masos
|  | Aquest article tracta sobre el municipi dels Masos. Vegeu-ne altres significats a «Els Masos (desambiguació)». |

Els Masos o los Masos ([əlz'mazus] o [luz'mazus], oficialment en francès Los Masos) és una comuna nord-catalana de la comarca del Conflent.
La comuna dels Masos està formada pels pobles de Llonat, que fa les funcions de cap del terme, Joncet (modernament escrit Lloncet), Avellanet i Favars, o la Sagristia), a més del Roure, desaparegut.

## Etimologia
El nom d'aquesta comuna prové del nom comú català mas, en plural, utilitzat pel fet que no existia en el terme un poble preemiment damunt dels altres, sobretot perquè cap d'ells formava un nucli urbà prou definit, sinó que l'hàbitat de la comuna era pràcticament tot disseminat.

## Geografia

### Localització i característiques generals del terme

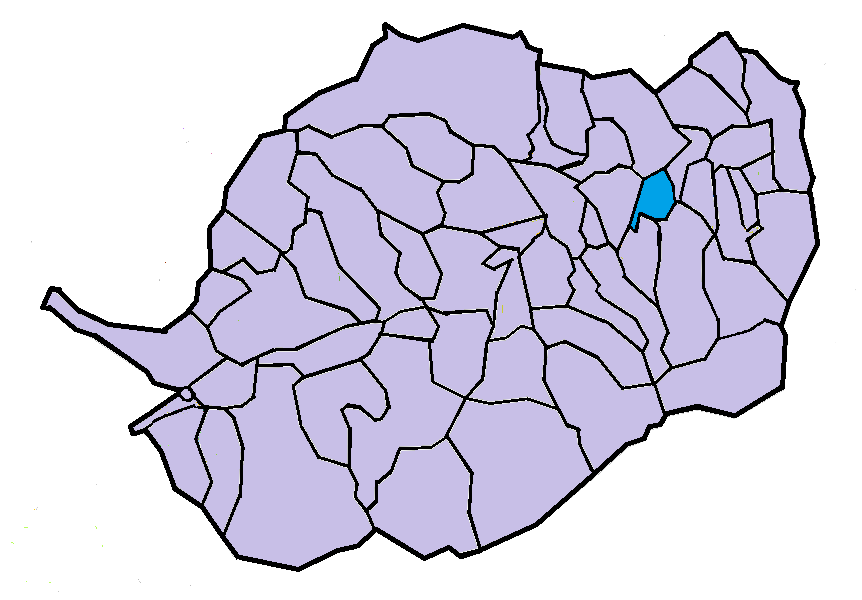
Situació de la comuna dels Masos en el Conflent

El terme comunal dels Masos, de 57.100 hectàrees d'extensió, és situat a la vall de la Tet, a la dreta del riu, al qual, però, no arriba a tocar. Està situat a llevant del centre de la comarca, també a llevant de Prada, cap de la comarca, en l'anomenada Cubeta de Prada.
El terme és essencialment pla, però al sector sud-occidental, a ponent del curiós apèndix que fa aquest terme fent una falca entre Prada i Clarà i Villerac, al límit amb el terme de Prada, hi ha un petit serrat que separa aquestes dues comunes. Aquest serrat assoleix els 528 m alt, mentre que el punt de menys alçada és 290,3 m alt a l'extrem nord-est del terme. Els diferents pobles són entre els 350 i els 400 m alt. Una altra elevació del terme es dona a l'est i sud-est, amb la serreta que separa els masos de la vall de la Coma d'Espirà, a l'entorn dels 534 m alt més al sud, i 461 més al nord.
Termes municipals limítrofs:
|       | Eus              |              |
| Prada |                  | Marqueixanes |
|       | Clarà i Villerac | Estoer       |

### Llonat

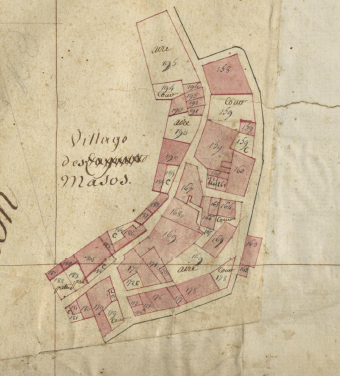
Llonat en el Cadastre napoleònic del 1812 (Arxius Departamentals dels Pirineus Orientals, ADPO)

El poble de Llonat és, en molts aspectes, el poble que exerceix de cap de la comuna dels Masos. És el que es troba més al nord del terme comunal, i, per tant, proper a la carretera general de Prada i Perpinyà. A l'extrem sud-oest del poble es troba l'església parroquial de Sant Just i Sant Pastor de Llonat, o dels Masos, que substituí l'antiga parròquia del terme, actualment en ruïnes, de Santa Maria del Roure. En aquest poble hi ha també la Casa del Comú de la comuna dels Masos. Al nord-oest del veïnat hi ha l'oratori de Sant Salvador.

### Joncet, o Lloncet

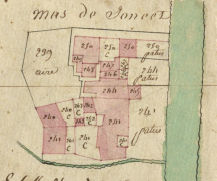
Joncet, o Lloncet, en el Cadastre napoleònic del 1812 (ADPO)

Joncet, o Lloncet, és a prop del centre de la comuna dels Masos. És un poble documentat des del 1035, amb la forma Vincitellum. La forma del seu nom ha estat canviada a Lloncet, malgrat que els documents antics l'esmenten com a Juncet (1371) o Jonchet (1750). Fou seu, a més, d'una família de la petita noblesa cognominada Joncet. Al sud-oest d'aquest poble hi ha l'institut dels Pardalets.

### Avellanet

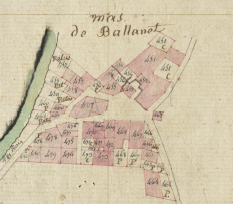
Avellanet en el Cadastre napoleònic del 1812 (ADPO)

Avellanet, de vegades grafiat Vellanet o fins i tot Ballanet, és, juntament amb la Sagristia, el poble més occidental del terme, pràcticament damunt del mateix termenal amb Prada. És al nord, i bastant proper, a la Sagristia. En el poble hi ha la capella de Sant Sebastià. Consta des del 865 (villare Avellanedo). Havia tingut l'església, ara desapareguda, de Sant Julià.

### La Sagristia

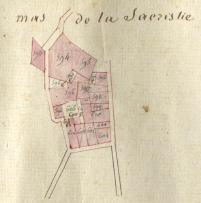
La Sagristia en el Cadastre napoleònic del 1812 (ADP)

Favars, o la Sagristia, o la Sagristia dels Masos, o el Mas d'en Roca, és, juntament amb Avellanet, el poble més occidental del terme dels Masos. És al sud d'aquesta altra població. Una part del poble és dins del terme comunal de Prada. Deu el seu nom a haver estat un alou dependent del sagristà de l'abadia de Sant Miquel de Cuixà. Aquest veïnat podria correspondre a un dels dos pobles desapareguts esmentats en l'antiguitat: Favars o Arboça.

### El Roure
El poble del Roure tenia església i cementiri, però l'any 1632, per culpa de la despresa d'un tros de muntanya sobre el poble, a causa d'infiltracions d'aigua, tot fou destruït. Tan sols en queden actualment alguns maons de parets de l'església de Santa Maria del Roure, o de Querinyana, o de la Mare de Déu, que antigament era dedicada a sant Miquel. El Roure era al centre de la meitat meridional del terme, a l'esquerra del Còrrec del Roure. Actualment hi roman el topònim, i una sola masia, amb aquest nom.

### Antics veïnats dels Masos
L'any 1182 està documentat ipsa Vilaria, que el 1263 és esmentada com a universitat dels Vilars. Es tracta d'un poble que, o bé és del tot desaparegut, o es refereix a un dels avui existents, però amb el qual encara no s'ha pogut relacionar. Un altre veïnat documentat és els Masos (1628), que és precisament el que va donar nom al terme. Favarius (Favars) és esmentat el 1035, com a donació a Sant Martí del Canigó, i el villare Arbocia (Arboça) el 865. Un dels dos darrers, o tal vegada tots dos, atès que estan documentats al límit amb Prada, poden correspondre a la Sagristia.

### Les Marotxes i el Pla de Llonat
Les modernes urbanitzacions de les Marotxes i del Pla de Llonat són els nuclis d'expansió de la població dels Masos. Són al nord del terme: les Marotxes, a l'extrem septentrional; el Pla de Llonat una mica més al sud, al nord-oest de Llonat. Aquesta urbanotzació és la que acull l'escola pública del terme.

### Els Masos del terme
Curiosament, el terme comunal anomenat els Masos a penes té masos dispersos: l'evolució de la població, sobretot en el darrer segle, ha fet que els diferents masos antigament dispersos s'hagin anat agrupant en els actuals pobles o veïnats. Com a construccions aïllades, es troben l'Alberg Eqüestre, la Cava Cooperativa, els Cortals i el mas anomenat la Teuleria. El Cementiri és també una d'aquestes construccions aïllades. Antigament hi havia els veïnats de Lloncet d'Amunt i Lloncet d'Avall, ara reunits en el de Lloncet.

### Hidrònims

#### Cursos d'aigua
Dos són els cursos d'aigua principals del terme dels Masos: a l'extrem de ponent, fent de termenal amb Prada la major part del seu recorregut, el Lliscó. Al centre de la comuna, el Còrrec del Roure. Dins del terme dels Masos, el Lliscó no rep cap afluent important, dins d'aquest terme. El Còrrec del Roure vertebra la quasi totalitat del terme. El Còrrec del Roure, més al nord anomenat Còrrec de Llonat, que es forma per l'aportació del Còrrec de l'Estany, rep les aportacions dels còrrecs de la Vallesa, de la Lloseta, de la Teuleria, de l'Arenc, pel que fa al Còrrec del Roure, i del Còrrec de l'Armeny, en el cas del de l'Estany. Al nord del terme, el Còrrec de Llonat rep encara per la dreta els còrrecs de Rogeres, de la Bosca, de Perera i d'Ardenes. Encara, a l'extrem nord del terme el Còrrec de Llonat rep el nom de Còrrec de la Coma dels Masos.
L'aigua ha estat sempre un problema per al vilatge (els seus habitants tenen el malnom de bocaeixutes).
Cap al 1863 hi fou construït el Canal de Boera, que s'estén 42 km des de Serdinyà fins a prop de Marqueixanes, al costat del llac de Vinçà.

#### Canals d'irrigació
En el terme dels masos es troben diversos canals que reguen la plana agrícola, avui dia reduída. Així, s'hi troben la Branca del Rec de Boera, la Branca del Serrat de les Espases, el Rec de Boera, el Rec de la Qüestió, el Rec de Prada, el Rec Nou de Marqueixanes, l'Ullal, o Ullal de la Branca i l'Ullal del Serrat de les Espases.

### Orònims
La poca complexitat orogràfica del terme dels Masos fa que hi hagi pocs topònims que reflecteixin formes de relleu o espais geogràfics concrets. Hi ha tres boscs: el Bosc, la Bosca i el Bosc de la Saura, nom ja antic, en desús; clots: el Clot Canal, el Clot de l'Om i el Clot Vidal, a més dels noms ja antics de la Clota i del Clot del Duc; comes: la Coma; costes: la Costa de Sant Salvador, les Costes; planes: el Pla de Llonat, la Plana (nom antic); serres i serrats: el Serrat (dos de diferents), el Serrat de la Xanxa (nom antic), el Serrat de les Espases, el Serrat de Mont-roig i les Serres; solanes: el Solà i el Solanet, i valls: la Vallesa, abans la Valló.

### El terme comunal
Els indrets específics o partides del terme dels Masos són Ardenes, l'Armany, Boera, el Camí d'Estoer (dos llocs diferents amb el mateix nom), el Camp Llong, Can Joan, la Conillera, abans les Conilleres, el Còrrec de Perera, Darrere la Casa (a Lloncet), Darrere les Cases (un a Avellanet i un altre a Llonat), Entre Llonat i Lloncet, l'Envolada, l'Estany, la Falguera, la Lloseta, les Marotxes, el Mas del Coscó, les Moreres, antigament Ardena, l'Oliveda (dues de diferents), l'Oratori, un altre Oratori, abans Bosc de l'Oratori, l'Oratori del Pont, el Pas d'en Conte, les Passeres, les Pinoses, la Qüestió, la Ramonda, la Riba, abans les Ribes, Rogeres, el Roure, la Sagristia, les Tarteroses, la Teuleria, les Tramontes, abans les Tremoledes i Vinya Gallina, abans simplement Gallina. Alguns són noms antics, com Arboça, l'Artiga, la Barrera, els Blesos, els Cabanells, el Camp de la Casa, el Camp de la Font (dos de diferents), el Camp de l'Era (n'hi havia un a Avellanet, un altre a Joncet i dos més a Llonat), el Camp de les Barges, el Camp de l'Església, el Camp del Prat, el Camp d'en Blanc, el Camp d'en Casa, el Campet (un a Avellanet, un altre a la Sagristia), el Camp Gran, Clonell, la Dama, Davant el Mas (a la Sagristia), Espara, la Fava, la Feixa de la Teuleria, la Feixa d'en Ribes, el Forn, els Gorgs, el Gravar, la Guissona, l'Hort (a Avellanet), l'Hort de la Casa (a Llonat), l'Hortolana, els Horts (a Avellanet), els Horts de la Font (A Llonat), la Moscatera, la Perera, la Pugeta, la Riba de Darrere, a Llonat, Sallent, les Trencades, la Verneda, la Viadera, el Vimaner, la Vinya d'en Roure i la Xanxa.

## Transports i comunicacions

### Carreteres
La principal carretera que travessa el terme de Marqueixanes és la N - 116 (Perpinyà - la Guingueta d'Ix), que venint de Perpinyà té forma d'autovia fins a prop de Bulaternera. Aquesta carretera, que passa al nord del poble, comunica els Masos amb Perpinyà en 40,5 quilòmetres, d'una banda (passant per tot de poblacions, en les quals l'autovia evita el pas pel nucli de la població: Vinçà, a 7,2 quilòmetres, Rodès, a 10,8, Bulaternera, a 15,8, Illa, a 18, Nefiac, a 21,6, Millars, a 28,1, Sant Feliu d'Amunt, a 28,8, Sant Feliu d'Avall, a 29,8, i el Soler), a 33,4, en direcció est. Cal dir que en tot el traçat d'autovia, de Bulaternera cap a l'est, existeix la calçada antiga de la N - 116, ara D - 916, que sí que passa pels nuclis de població esmentats. Per la mateixa carretera, ara ja com a carretera convencional, Prada és a 2,2 quilòmetres, etc.
Travessa bona part del terme la carretera D - 24 (Arboçols - Villerac), que travessa de nord-est a sud-oest el Baix Conflent. Aquesta carretera té una variant, la D - 24a (Llonat - Lloncet, o Joncet), que uneix aquesta dos pobles del terme dels Masos.

### Transport públic col·lectiu
Tot i la proximitat tant de Marqueixanes com de Prada, que sí que disposen de diverses línies d'autobús, els diferents pobles dels Masos només disposen del TAD, ja que en el moment que tocaria passar aquestes línies pels Masos, es desvien cap a Eus.

### Ferrocarril
Els Masos no disposa d'estació de tren, malgrat que hi passa la línia Perpinyà - Vilafranca de Conflent, on enllaça amb l'anomenat tren groc, de Vilafranca de Conflent a la Tor de Querol. És la línia 12 TER Llenguadoc Rosselló. Tanmateix, té a pocs quilòmetres les estacions de Marqueixanes, a llevant, i de Prada, a ponent.

### Els camins del terme
Els camins interiors del terme dels Masos són el Camí de la Bosca, el de la Femada, el de la Garrolla, o del Roure, o de la Lloseta, el de les Guinotes, el de les Marotxes, el de les Pinoses, el de les Planes, el de l'Estany, el de les Tarteroses, el del Roure, el dels Grecs, el de Rogeres, el de Vinya Gallina, la Ruta de Lloncet, o Joncet, la Pista i la Pista de la Lloseta. D'altra banda, els que comuniquen els Masos amb els pobles i termes veïns són el Camí d'Estoer, la Ruta de Clarà, la Ruta d'Eus, la Ruta de Prada i la Travessa de Prada.

## Activitats econòmiques
El fet que el terme comunal sigui essencialment pla fa que l'agricultura aprofiti extensament les seves terres. Hi ha unes quaranta explotacions agràries, que aprofiten quasi 200 hectàrees, en les quals quasi la meitat són dedicades als arbres fruiters, amb presseguers, pomeres, pereres, albercoquers i cirerers, sobretot, una vintena es dediquen a la vinya, i menys de deu a l'horta, ben servida de canals d'irrigació. Hi ha més de 70 hectàrees de pastures, on peix un centenar i mig de caps de bestiar boví, un centenar d'oví, i un nombre creixent de cavalls.
El poble té una Societat Cooperativa Vinícola, i algunes zones industrialitzades al llarg de la carretera general. Hi ha també l'Institut Mèdic Educatiu Els Pardalets.

## Demografia

### Demografia antiga
La població està expressada en nombre de focs (f) o d'habitants (h)
| 2 f | 3 f | 12 f | 11 f | 18 f | 40 f | 36 f | 270 h | 43 f | 62 f |

Notes:
- 1358: dels quals, 2 f per a la Sagristia;
- 1424: dels quals, 3 f per a Llonat;
- 1789: dels quals, 12 f per a la Sagristia.

### Demografia contemporània
| Evolució de la població |      |      |      |      |      |      |      |      |
| 1793                    | 1800 | 1806 | 1821 | 1831 | 1836 | 1841 | 1846 | 1851 |
| 403                     | 319  | 347  | 375  | 404  | 382  | 369  | 352  | 361  |

| 1856 | 1861 | 1866 | 1872 | 1876 | 1881 | 1886 | 1891 | 1896 |
| ---- | ---- | ---- | ---- | ---- | ---- | ---- | ---- | ---- |
| 330  | 360  | 393  | 364  | 375  | 377  | 416  | 396  | 372  |

| 1901 | 1906 | 1911 | 1921 | 1926 | 1931 | 1936 | 1946 | 1954 |
| ---- | ---- | ---- | ---- | ---- | ---- | ---- | ---- | ---- |
| 345  | 391  | 416  | 358  | 355  | 330  | 320  | 304  | 309  |

| 1962 | 1968 | 1975 | 1982 | 1990 | 1999 | 2006 | 2011 | 2015 |
| ---- | ---- | ---- | ---- | ---- | ---- | ---- | ---- | ---- |
| 322  | 288  | 299  | 414  | 515  | 562  | 641  | 876  | 932  |

Fonts: Ldh/EHESS/Cassini fins al 1999, després INSEE a partir deL 2004

### Evolució de la població

Població 1962-2008

## Administració i política

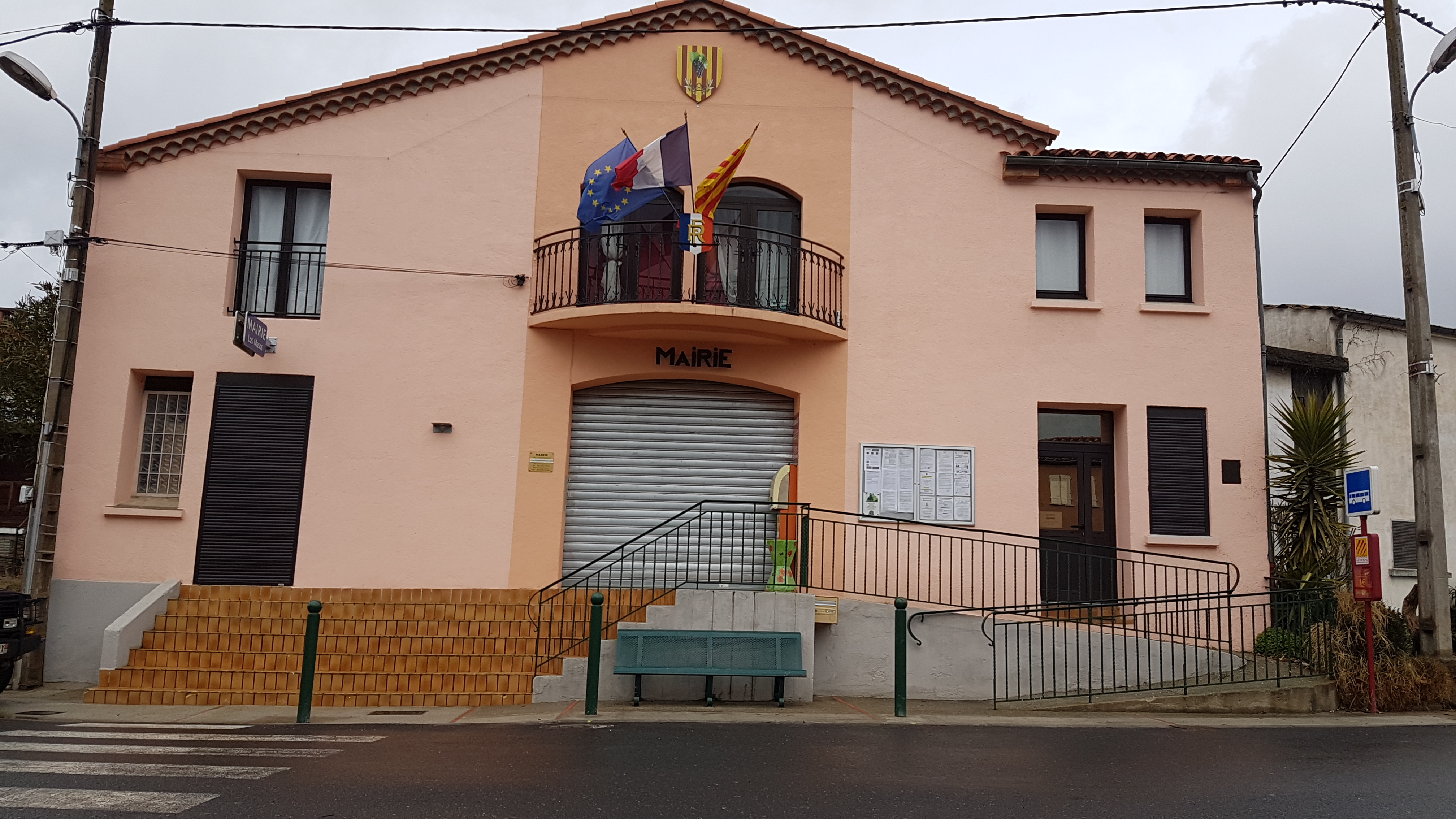
La Casa de la Vila dels Masos

### Batlles
| Alcalde          | Període                       |
| ---------------- | ----------------------------- |
| Michel Marcé     | 1790 - 1791                   |
| Jean Marcé       | 1791 - 1792                   |
| Emmanuel Vigaros | 1792 - 1792                   |
| François Maler   | 1792 - 1793                   |
| Jean Selva       | 1793 - 1806                   |
| Barthélémy Maler | 1806 - 1812                   |
| François Maler   | 1812 - 1813                   |
| Michel Maler     | 1813 - 1824                   |
| Sylvestre Selva  | 1824 - 1830                   |
| Mathieu Boher    | 1830 - 1830                   |
| Michel Maler     | 1830 - 1832                   |
| Sylvestre Selva  | 1832 - 1844                   |
| Michel Maler     | 1844 - 1846                   |
| Augustin Mas     | 1846 - 1848                   |
| Mathieu Boher    | 1848 - 1866                   |
| Nicolas Maler    | 1866 - 1870                   |
| Antoine Navarre  | 1870 - 1873                   |
| François Cassoly | 1873 - 1892                   |
| Bonaventure Mas  | 1892 - 1900                   |
| Michel Maler     | 1900 - 1908                   |
| Augustin Cassoly | 1908 - 1929                   |
| Daniel Selva     | 1929 - 1947                   |
| Joseph Selva     | 1947 - 1953                   |
| Jean Payré       | 1953 - Març del 1983          |
| Guy Cassoly      | Març del 1983 - Moment actual |

### Legislatura 2014 - 2020

#### Batlle
- Guy Cassoly.

#### Adjunt al batlle[14]
- 1a: Babya Dubois, referent del sector de Llonat CD 24
- 2n: Patrice Grassaud, referent del sector de la urbanització El Canigó
- 3a: Chantal Duhauvelle, referent del sector de Llonat centre.

#### Consellers municipals
- Jean-Pierre Sanmarti, referent del sector de Llonat
- Christian Chevalier, referent del sector de la urbanització El Canigó
- Yves Laville, referent del sector de la Sagristia
- Laurence Cottereau, referent del sector entre Llonat i Avellanet
- Ghislaine Bonneil, referent del sector d'Avellanet
- Marc Surjous, referent del sector entre Llonat i Avellanet
- Rosmarÿn Staats, referent del sector de Llonat
- Patrice Barboyon, referent del sector de Les Marotxes
- Martine De Gracia, referent del sector de Lloncet
- Sandra Marquès, referent del sector de la urbanització Els Cedres
- Olivier Doessekel, referent del sector de la urbanització Pla de Llonat.

### Adscripció cantonal

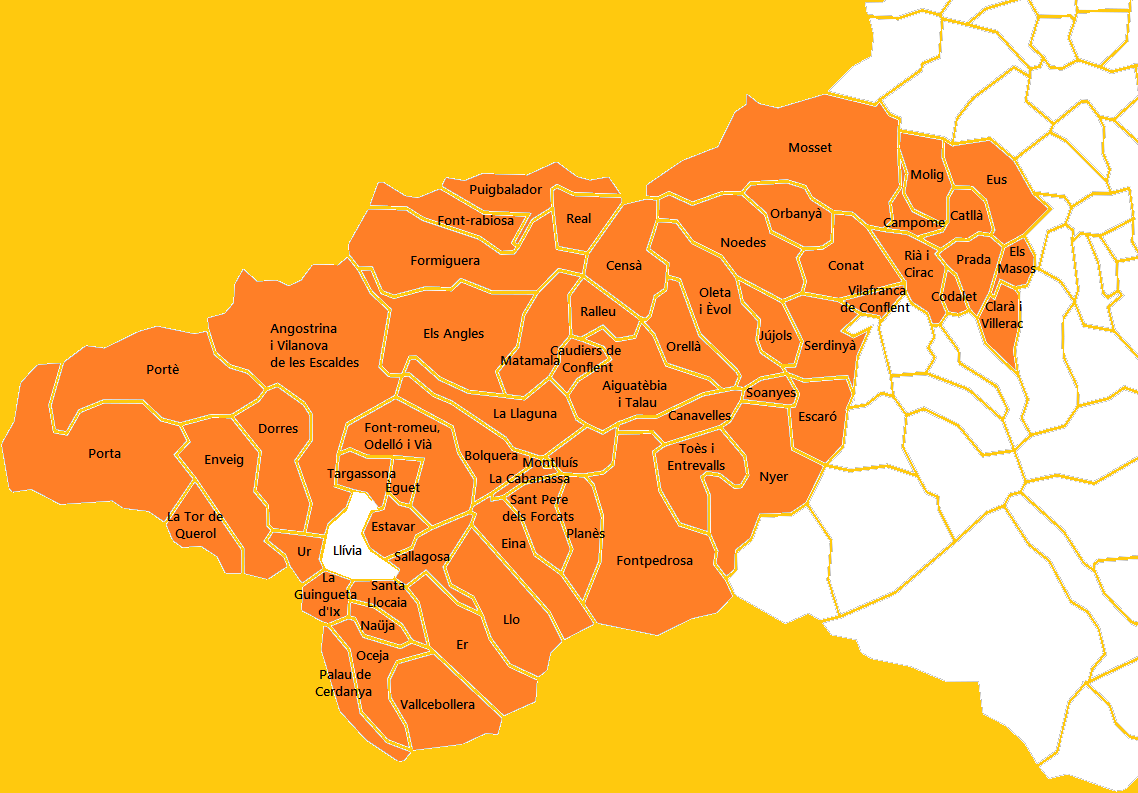
Mapa del Cantó dels Pirineus Catalans

A les eleccions cantonals del 2015 Els Masos ha estat inclòs en el cantó número 13, dels Pirineus Catalans, que inclou els pobles d'Angostrina i Vilanova de les Escaldes, Bolquera, Dorres, Èguet, Eina, Enveig, Er, Estavar, Font-romeu, Odelló i Vià, la Guingueta d'Ix, Llo, Naüja, Oceja, Palau de Cerdanya, Porta, Portè, Sallagosa, Santa Llocaia, Targasona, la Tor de Querol, Ur i Vallcebollera, de la comarca de l'Alta Cerdanya, els Angles, Font-rabiosa, Formiguera, Matamala, Puigbalador i Ral, de la del Capcir, i les viles de Montlluís, Prada i Vilafranca de Conflent i els pobles d'Aiguatèbia i Talau, la Cabanassa, Campome, Canavelles, Catllà, Caudiers de Conflent, Censà, Clarà i Villerac, Codalet, Conat, Escaró, Eus, Fontpedrosa, Jújols, la Llaguna, els Masos, Molig, Mosset, Noedes, Nyer, Oleta i Èvol, Orbanyà, Orellà, Planès, Ralleu, Rià i Cirac, Sant Pere dels Forcats, Sautó, Serdinyà, Soanyes i Toès i Entrevalls, de la del Conflent, amb capitalitat a Prada. Són conselleres per aquest cantó Jean Castex i Hélène Josende, de la Unió de la Dreta.

### Serveis comunals mancomunats
Els Masos forma part de la Comunitat de comunes de Conflent - Canigó, amb capitalitat a Prada, juntament amb Prada, Arboçols, Campome, Campossí, Canavelles, Castell de Vernet, Catllà, Clarà i Villerac, Codalet, Conat, Cornellà de Conflent, Escaró, Espirà de Conflent, Estoer, Eus, Finestret, Fillols, Fontpedrosa, Fullà, Jóc, Jújols, Marqueixanes, Mentet, Molig, Mosset, Noedes, Nyer, Oleta i Èvol, Orbanyà, Orellà, Pi de Conflent, Rià i Cirac, Rigardà, Saorra, Serdinyà, Soanyes, Sornià, Tarerac, Taurinyà, Toès i Entrevalls, Trevillac, Vallestàvia, Vallmanya, Vernet, Vilafranca de Conflent i Vinçà.

## Educació i Cultura
Per als ensenyaments maternal i primari, els Masos disposen d'una escola pública. A l'hora de continuar els seus estudis, les noies i els nois dels Masos poden assistir a secundària als col·legis de Prada, principalment, però també als d'Arles, Estagell i Illa. Per al batxillerat, el liceu Charles Renouvier, en les seves diferents branques d'estudis.
Situada en els locals de l'antiga Casa de la Vila, la comuna dels Masos disposa d'una Biblioteca municipal, oberta dimecres la tarda i dissabte el matí. Ofereix també un servei personalitzat a domicili a les persones amb problemes de salut. D'altra banda, els pobles del terme compten amb una quinzena d'associacions de tota mena que asseguren una vida cultural en el terme dels Masos.